# Mikhail Tal
Mikhail Nekhemievich Tal, (letão: Mihails Tāls; russo: Михаил Нехемьевич Таль; Riga, 9 de novembro de 1936 — Moscou, 28 de junho de 1992) foi um dos maiores enxadristas de todos os tempos, considerado por muitos como o maior atacante do xadrez. Nascido na Letônia, que era então parte da União Soviética (sendo, portanto, letão soviético), Tal foi o oitavo Campeão Mundial de Xadrez (1960-1961). Era conhecido pelo seu estilo agressivo de jogo, sendo chamado de "O Mago de Riga".  Frequentemente a imprensa e seus conhecidos o chamavam de "Misha", um diminutivo russo para Mikhail. Em homenagem a sua memória, o Torneio Memorial Mikhail Tal acontece anualmente em Moscou desde 2006.

## Biografia
Mikhail Tal nasceu em Riga, na República da Letónia, então parte da União Soviética, em uma família judia. Seu pai chamava-se Nehemiah Tal, um médico e pesquisador. Porém, de acordo com seu amigo Gennadi Sosonko, o verdadeiro pai de Misha seria um amigo da família identificado como "Tio Robert". Sua terceira esposa, Angelina Mikhailovna, negava veementemente essa informação. Em uma entrevista em 2009, quando já era viúva, Angelina afirmou:
"Sim, tio Robert morava com a família Taley, mas ele era apenas uma pessoa próxima e não o pai de Mikhail Tal. Após a morte de seu pai, Dr. Nehemiah Tal, Misha ficou sem chão por um longo tempo [...] como se pode dizer depois dessa traumática experiência que Nehemiah Tal não era seu pai?" 
Tal tinha uma deformidade congênita na mão direita devido a complicações na gravidez e, apesar disso, suas habilidades no piano eram sempre lembradas por seus conhecidos.
Desde o início da vida, Tal exibiu capacidades prodigiosas, mas também sofreu com problemas de saúde. Ele aprendeu a ler com três anos de idade e com apenas quinze iniciou seus estudos universitários.
Aprendeu a jogar xadrez aos oito anos enquanto assistia seu pai jogando. Pouco tempo depois, Tal se juntou ao clube de xadrez do Movimento dos Pioneiros, no Castelo de Riga. De início, ele não demonstrou nenhuma habilidade excepcional, porém trabalhou pesado para melhorar seu jogo. O mestre Alexander Koblents começou a treiná-lo em 1949 e rapidamente o jogo de Tal melhorou consideravelmente. Em 1951 ele se qualificou pela primeira vez para o Campeonato de Xadrez da Letónia; e no campeonato do ano seguinte, Tal terminou na frente de seu treinador. Misha ganhou o primeiro título do campeonato da Letônia em 1953, recebendo o título de Candidato a Mestre. Após derrotar Vladimir Saigin nas qualificatórias de 1954, Tal recebeu o título de Mestre Soviético. Foi também nesse ano que Tal conquistou sua primeira vitória contra um Grande Mestre, quando Yuri Averbakh perdeu por tempo em uma posição de empate. Misha se graduou em literatura pela Universidade da Letônia, onde escreveu uma tese sobre os escritos satíricos de Ilf e Petrov. Também lecionou em Riga por um tempo no início de seus vinte anos. Ele foi membro da Sociedade Esportiva de Daugava e representou a Letónia nas competições por equipes internas da União Soviética.

Tal se casou em 1959 com a jovem de 19 anos Salli Landau, uma atriz do Teatro Juvenil de Riga. Eles se divorciaram em 1970. Em 2003, Landau publicou uma biografia sobre seu ex-marido. Naquele mesmo ano, ela deu uma entrevista ao jornal Semana de Xadrez (Rússia), na qual contou sobre aspectos da personalidade de Misha. Perguntada se seu ex-marido era supersticioso, respondeu: 

"Na vida, não. Mas no xadrez, sim! Em Málaga, eu precisei lavar sua camisa suada vinte vezes, porque era a "camisa da sorte". Quando ele voltou de Bruxelas em 1983 ou 1984, eu me surpreendi com o quão mal vestido ele estava e o levei às compras para mudar o visual da cabeça aos pés. Mas no dia seguinte ele perdeu a partida e me culpou por isso."
Desde muito cedo, os problemas renais crônicos de Tal afetaram sua vida. De temperamento artístico, espirituoso e impulsivo, levou uma vida boêmia em sua carreira como jogador de xadrez, bebendo e fumando muito. Como resultado, sua já frágil saúde foi prejudicada e ele passou muito tempo em internações hospitalares, incluindo uma operação para remover um rim em 1969. Ele também foi viciado em morfina por um breve período, prescrita devido às dores intensas que sentia. Sobre como Tal via a relação com a família e seus problemas de saúde, sua ex-esposa Salli Landa afirmou:

"Ele não conseguia viver longe da família. Misha era muito mal preparado para a vida (...) Uma vez nós fomos a Paris e eu abri a mala dele, lá só encontrei livros de xadrez, garrafas vazias e cuecas sujas. Que tipo de mala é essa? Ele mal sabia ligar o gás para cozinhar. Se eu tivesse dor de cabeça, e não houvesse mais ninguém em casa, ele entrava em pânico: 'Como eu faço uma compressa de água morna?'. (...) Claro, se ele fizesse um esforço, ele era capaz de aprender a fazer essas coisas, mas isso era enfadonho para ele. (...) Muitas pessoas disseram que se Tal tivesse cuidado da saúde, se não tivesse levado uma vida tão largada... (...) Mas para pessoas como o Tal essas ideias não fazem sentido..."
Em 1988, Tal foi internado em um hospital belga após jogar um torneio em Bruxelas. A internação se deu por iniciativa do entusiasta e patrocinador de xadrez Bessel Kok, preocupado com o estado de tal, que aparentava muito mais idade do que efetivamente tinha. Em junho de 1992, Tal deixou o hospital em que estava, em Moscou, para participar do campeonato mundial de xadrez relâmpago, voltando a ser internado posteriormente. Em 28 de junho de 1992, Tal morreu nesse hospital vitimado por uma hemorragia no esôfago.

## Estilo de jogo
Conhecido como "O Mago de Riga", Tal é considerado por muitos o mais brilhante jogador de ataque da história do xadrez, fazendo uso de um jogo extremamente criativo, arriscado e cheio de recursos táticos. O seu primeiro e mais influente treinador foi Alexander Koblenz e sua forma de jogar foi comparada com a do ex-campeão mundial Emanuel Lasker. Ou seja, fazendo uso de uma abordagem pragmática e psicológica, buscando não necessariamente o melhor lance, mas o que mais criava dificuldades ao adversário. Como ele próprio elucidava "Você precisa levar o oponente até uma floresta escura e profunda na qual 2+2 = 5 é o único caminho que leva à saída e que só tem espaço para um".
Tal não hesitava em sacrificar material para conquistar a iniciativa (que em xadrez se define como a capacidade de fazer ameaças a que o oponente deve responder). Seu estilo era marcado por lances que, embora nem sempre corretos, eram extremamente difíceis de refutar durante a partida. Com isso, obtinha um alto índice de vitórias espetaculares – com saldo positivo contra o lendário Bobby Fischer, por exemplo – ainda que críticos apontassem posteriormente imperfeições em seus ataques.
O estilo de jogo de Mikhail Tal foi criticado pelo também ex-campeão mundial Vasily Smyslov, que o reduziu a um conjunto de "truques". Contudo, ele bateu convincentemente todos os Grandes Mestres de sua época recorrendo a sua habitual agressividade (Viktor Korchnoi, vice-campeão mundial de 1974 a 1981, é um dos poucos com um resultado pessoal positivo contra Tal). Os sacrifícios intuitivos a que Tal recorria criavam grandes complicações, parecendo impossíveis de resolver a muitos mestres. Até pouco tempo, análises pós-jogo profundas apontavam falhas nos seus raciocínios. Recentemente, porém, a revisão de tais análises com a ajuda computadores mostrou a precisão dos sacrifícios de Tal. Ele cativou uma legião de admiradores pelo seu estilo combativo e mesmo entre os maiores mestres havia muitos fãs de seu jogo, como o russo Salo Flohr, um dos mais fortes enxadristas dos anos 1930.
Acima de tudo, Tal amava o jogo em si mesmo e considerava que o "Xadrez, antes de mais nada, é arte". Era capaz de jogar numerosos jogos relâmpago (partidas com controle de tempo que vão de 1 até 10 minutos) contra desconhecidos ou jogadores relativamente fracos apenas pelo prazer de jogar.

## Carreira

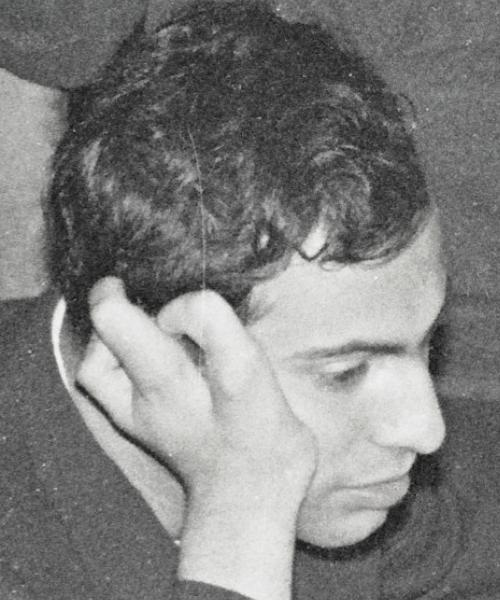
Mikhail Tal, 1961

A ascensão de Tal ao título mundial foi muito rápida. Venceu o campeonato soviético de 1957 e 1958, classificando-se para a seletiva de aspirantes ao título mundial – denominado torneio interzonal por reunir jogadores de várias partes do mundo. Classificou-se a seguir para o Torneio de Candidatos de Bled, na Iugoslávia, que ocorreu em 1959. Jogando de forma magnífica contra sete dos mais fortes mestres da época, venceu a competição com o impressionante escore de 16 vitórias, oito empates e quatro derrotas, abrindo 1½ ponto de vantagem sobre o segundo colocado. Assim, Tal classificou-se para enfrentar o campeão mundial, o também soviético Mikhail Botvinnik, no ano seguinte. Nesse período, Tal também se destacou por vencer repetidamente o jovem americano Bobby Fischer, então já entre os principais jogadores do mundo.
Em 1960, com 24 anos de idade, Tal derrotou o grande estrategista Botvinnik em um match pelo Campeonato Mundial, disputado em Moscou. Com seis vitórias, 13 empates e apenas duas derrotas, Mikhail Tal tornava-se o mais jovem campeão do mundo até então (um recorde posteriormente batido por Garry Kasparov, que obteve o título aos 22 anos em 1985. Atualmente, o ucraniano Ruslan Ponomariov detém o recorde de mais jovem enxadrista a se tornar campeão mundial ao conquistar o título em 2002 com apenas 18 anos. Há controvérsia, contudo, sobre a validade dessa conquista.
Durante a disputa com Botvinnik, houve várias partidas interessantes e muito disputadas, com destaque para a magistral vitória de Tal no sexto encontro, quando tomou a iniciativa com as peças pretas e sacrificou brilhantemente, na 21ª jogada, um cavalo para penetrar na posição de Botvinnik.
O reinado de Tal, porém, durou menos de um ano. Em 1961, Botvinnik ganhou o match de revanche contra Tal, após um demorado estudo do estilo do adversário.
A derrota de Tal foi surpreendente para a maior parte dos especialistas já que Botvinnik mostrava sinais de declínio e tinha mais de 50 anos de idade, ao passo que o jovem campeão mundial mostrava um jogo exuberante em todas competições que participava. Mas no match Tal jogou em um nível muito inferior às atuações anteriores, ao passo que Botvinnik preparou-se para aproveitar com frieza os riscos excessivos de seu adversário. Sabe-se, contudo, que Tal jogou o match apenas algumas semanas depois de sair do hospital, onde esteve internado devido a problemas renais crônicos. Os médicos letões inclusive atestaram que Tal não tinha condições para jogar e foi solicitado um adiamento de dois meses. Contudo, Botvinnik não aceitou, exigindo que Tal passasse por uma perícia médica em Moscou. Excessivamente otimista e sem querer se submeter a novos exames, o Mago de Riga desistiu do adiamento acreditando que venceria o match – o que provou ser um grande erro.
No ciclo seguinte (o campeonato mundial de xadrez era disputado a cada três anos), Tal era considerado o favorito para voltar a enfrentar Botvinnik. Essa era a opinião não apenas dos especialistas, mas do próprio Botvinnik. Porém, Tal submeteu-se à cirurgia para retirada de um rim dois meses antes do Torneio de Candidatos de Curaçao, disputado entre junho e julho de 1962. Ainda convalescendo, jogou longe da qualidade técnica mostrada nos anos anteriores. Constatando essa situação, os médicos recomendaram que Tal abandonasse a competição e fosse novamente hospitalizado. Ele pretendia continuar jogando, mas a delegação soviética achou melhor afastá-lo do torneio. Sua saúde jamais se restabeleceu por completo, afetando permanentemente sua carreira.
Esses acontecimentos fizeram com que Tal passasse a jogar de forma mais pragmática. Até Curaçao, ele buscava a vitória em todas as partidas, assumindo muitos riscos e evitando empates rápidos. Era o único soviético a não participar dos "acordos de cavalheiros", quando os representantes da URSS empatavam entre si para descansar e ter mais energia contra os demais adversários. No próprio torneio de Curaçao os GMs Keres, Petrosian e Geller, todos soviéticos, empataram as partidas entre si, mas contra Tal não tinham essa facilidade. Depois do agravamento de sua saúde, porém, Tal passa a economizar forças. Exemplo disso é o Interzonal de Amsterdam, em 1964, onde ele dividiu o primeiro posto com Larsen, Smyslov e Spassky. O letão empatou todas as partidas contra os adversários mais fortes e bateu aqueles considerados mais fracos. Ainda assim, em vinte e três partidas, obteve onze vitórias e doze empates e, invicto, classificou-se para mais um torneio de candidatos.
Nos anos seguintes, Tal alternou atuações brilhantes com desempenhos apenas medianos, passando por sucessivas internações devido a sua condição frágil. Além dos problemas renais, ele fumava e bebia em demasia, tendo também usado morfina de forma continuada para contornar dores. Ainda assim, em dois períodos ele voltou a atuar no nível dos campeões mundiais: em 1973 e entre 1979/1980, quando permaneceu invicto durante um período recorde no xadrez contemporâneo e venceu diversas competições.

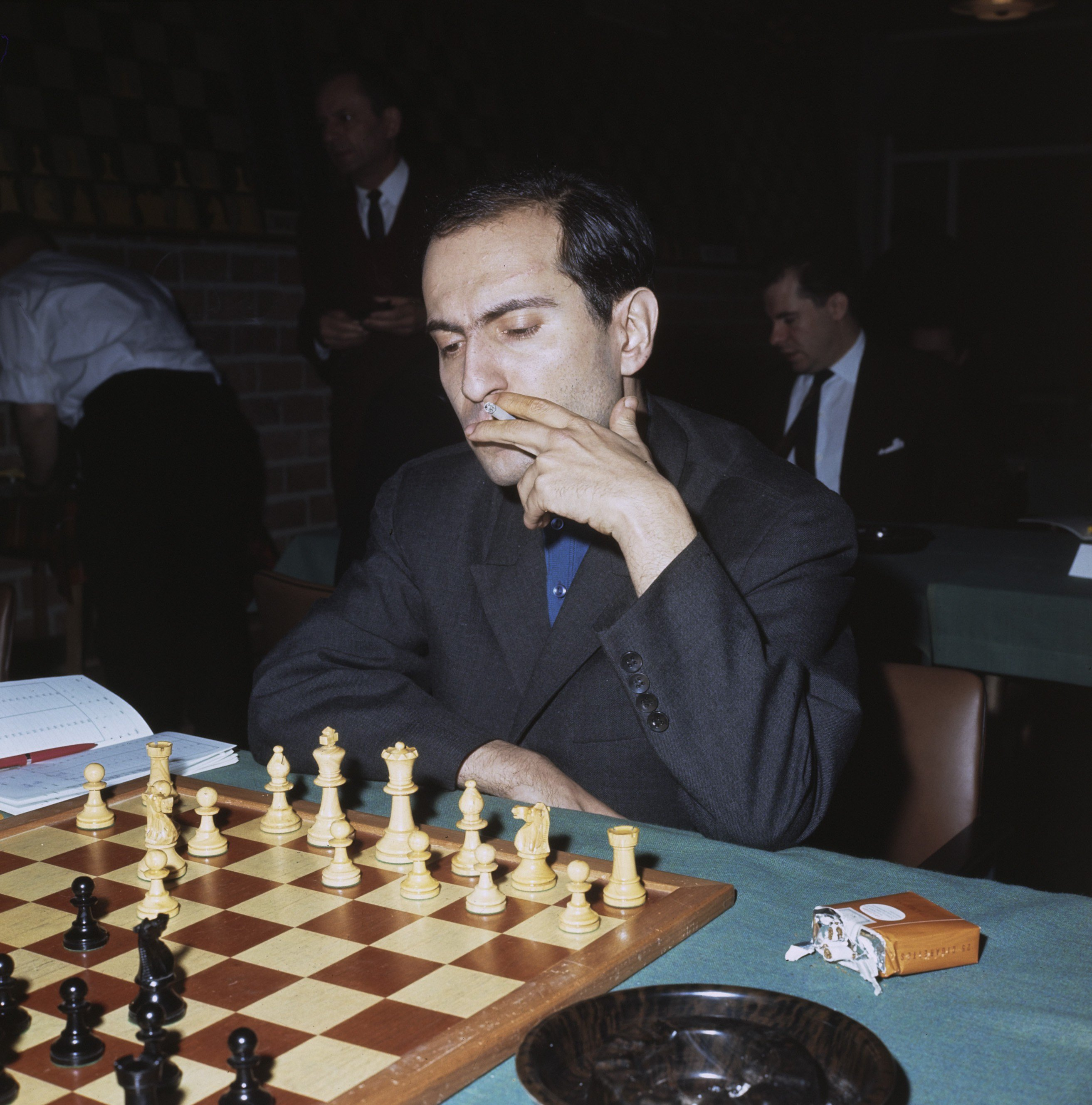
Tal em 1968.

Um dos grandes resultados dessa fase foi o primeiro lugar obtido no Torneio das Estrelas, em Montreal, 1979, empatado com o então campeão mundial Anatoly Karpov. Na competição, Tal sobrepujou vários dos melhores mestres da época em partidas de alta qualidade. Outro grande momento foi sua vitória contra o islandês Johann Hjartárson, obtida por meio do sacrifício de uma torre e eleita a melhor partida do ano de 1987. E, apesar dos problemas de saúde e dos altos e baixos na carreira, Tal manteve-se no seleto grupo dos 10 ou 15 melhores jogadores do ranking mundial até pouco antes de sua morte, em 1992. Dias antes de falecer, deixou o hospital para participar do mundial de partidas relâmpago, jogado em Moscou. Com as mãos trêmulas e aspecto visivelmente debilitado, Tal ainda foi capaz de derrotar Kasparov, o então campeão mundial.

## Jogos notáveis
- Tal vs. Alexander Tolush, Campeonato da URSS, Moscou 1957, King's Indian Defense, Sämisch Variation (E81), 1-0.  Em um jogo crítico da última rodada, Tal não poupa fogos de artifício ao marcar a vitória que garante seu primeiro título soviético.[25]
- Boris Spassky vs. Tal, Campeonato da URSS, Riga 1958, Defesa Nimzo-Indiana, Variação de Sämisch (E26), 0-1.  Spassky joga por uma vitória para evitar um playoff para uma vaga Interzonal, mas Tal fica pendurado pelas unhas antes de virar o jogo em um final de jogo complexo; com a vitória, ele conquista seu segundo título soviético consecutivo.[26]
- Tal vs. Vasily Smyslov, Torneio de Candidatos da Iugoslávia 1959, Defesa Caro-Kann (B10), 1-0.  Um sacrifício de peça ousada para ganhar um prêmio de brilhantismo.[27]
- Robert James Fischer vs. Tal, Belgrado, Torneio de Candidatos 1959, Defesa Siciliana, Ataque Fischer-Sozin (B87), 0-1.  Seus jogos deste período são cheios de táticas interessantes.[28]
- Mikhail Botvinnik vs. Tal, World Championship Match, Moscou 1960, 6º jogo, King's Indian Defense, Fianchetto Variation, Classical Main line (E69), 0-1.  Uma excelente amostra do estilo de Tal da primeira partida Botvinnik-Tal. Tal sacrifica um cavaleiro para o ataque e Botvinnik é incapaz de encontrar uma boa defesa no tempo dado; seu 25º lance é um erro que estraga seu jogo.[29]
- István Bilek vs. Tal, Moscou 1967, King's Indian Attack, Spassky Variation (A05), 0-1.  Um contra-ataque arriscado é coroado de sucesso, ganhando um prêmio de brilhantismo.[30]
- Boris Spassky vs. Tal, Tallinn tt 1973, Defesa Nimzo-Indiana, Variação Leningrado (E30), 0-1.  Um jogo alimentado com táticas desde seus primeiros movimentos. Black ataca no centro e então começa uma perseguição ao rei.[31]
- Tal x Tigran Petrosian, 8ª Copa da Seleção Soviética, Moscou 1974, 5º lugar, Pirc Defense, Sistema Clássico, (B08), 1-0.  Tal destrói talvez o maior jogador defensivo de todos os tempos em uma miniatura.[32]
- Tal vs. Joel Lautier, Barcelona 1992. Em seu último torneio antes de sua morte, aos 55 anos, o Mago de Riga produz uma última obra-prima contra um Grande Mestre da próxima geração.[33]

## Legado
O estilo e as partidas brilhantes de Tal foram tão marcantes que até hoje qualquer ataque espetacular com sacrifício é sempre referido como "no estilo de Tal". Sempre que um novo mestre de ataque surge, é também comparado com o letão e chamado de "novo Tal".
Dos atuais jogadores de destaque, o letão naturalizado espanhol Alexei Shirov é provavelmente o mais influenciado, ou inspirado, pelo estilo pleno de sacrifícios de Mikhail Tal. Shirov estudou com Tal na sua juventude e esteve entre os melhores do mundo entre a segunda metade dos anos 1990 e o início dos anos 2010. Outros grandes mestres letões têm jogado de forma similar, como por exemplo Alexander Shabalov (que se naturalizou estadunidense) e Alvis Vitolins, fazendo alguns falarem de uma "escola letoniana de xadrez". Mais recentemente, o talentoso russo Alexander Morozevich notabilizou-se por um estilo agressivo e pela busca de posições complexas e incomuns, em uma abordagem constantemente comparada com a de Tal. Morozevich vem se mantendo entre os melhores jogadores do mundo desde o início do século XXI.

## Escritos
Além da carreira como enxadrista, o legado de Tal envolve livros de xadrez aclamados como alguns dos melhores já escritos. Tal possuía um fino senso de humor e fez uso disso em suas detalhadas análises sobre o match pelo campeonato mundial de 1960 e em uma coletânea de suas melhores partidas – ambas ainda sem versão em português.
Um escritor de xadrez prolífico e altamente respeitado, escrevendo vários livros e atuando como editor da revista de xadrez letã Šahs ("Xadrez") de 1960 a 1970. Seus livros são conhecidos pela narrativa detalhada de seu pensamento durante os jogos. O grande mestre americano Andrew Soltis revisou seu livro sobre a partida do campeonato mundial como "simplesmente o melhor livro escrito sobre uma partida do campeonato mundial por um competidor. Isso não deveria ser uma surpresa porque Tal foi o melhor escritor a se tornar campeão mundial". O Grande Mestre da Nova Zelândia Murray Chandler escreveu na introdução da edição algébrica reeditada em 1997 de The Life and Games of Mikhail Tal que o livro foi possivelmente o melhor livro de xadrez já escrito.

### Livros
- Tal, Mikhail (2001) [1970]. Tal–Botvinnik, 1960. [S.l.]: Russell Enterprises. ISBN 1-888690-08-9
- Tal, Mikhail (1973). World Championship: Petrosian vs. Spassky 1966. [S.l.]: Chess Digest
- Tal, Mikhail (2003) [1975]. «Mikhail Tal, The Score Isn't Everything, Victory in the Ending». In:  Keene, Raymond. Learn from the Grandmasters. [S.l.]: Batsford. pp. 5–16. ISBN 0713481382
- Tal, Mikhail (1997) [1978]. The Life and Games of Mikhail Tal. [S.l.]: Everyman Chess. ISBN 1-85744-202-4
- Tal, Mikhail; Alexander Koblencs (2013) [1978]. Study Chess with Tal. [S.l.]: Batsford. ISBN 978-1849941099
- Tal, Mikhail; Viktor Khenkin (1979). Tal's Winning Chess Combinations: The Secrets of Winning Chess Combinations Described and Explained by the Russian Grandmaster Mikhail Tal. [S.l.]: Simon and Schuster. ISBN 0671242628
- Tal, Mikhail, Aleksandr Roshal e V. Chepizhny (1980). Montreal 1979: Tournament of Stars. [S.l.]: Pergamon Press. ISBN 0080241328
- Tal, Mikhail; E.B. Edmondson (1981). Chess Scandals: The 1978 World Chess Championship. [S.l.]: Pergamon Press. ISBN 008024145X
- Tal, Mikhail (1988). «The chess calculator's confession». In:  Estrin, Yakov; Romanov, Isaac. The World Champions Teach Chess. [S.l.]: A & C Black. pp. 102–112. ISBN 0713655968
- Tal, Mikhail, Iakov Damsky e Ken Neat (tr.) (1994). Attack with Mikhail Tal. [S.l.]: Everyman Chess. ISBN 1-85744-043-9